# ولوو سی۴۰
ولوو سی۴۰ (انگلیسی: Volvo C40) یک خودروی کراس‌اوور سوپرکامپکت لوکس و تمام‌برقی با سقف شیب‌دار محصول ولوو کارز، خودروساز سوئدی است که در ۲ مارس ۲۰۲۱ رونمایی شده و آغاز تولید آن برای سپتامبر ۲۰۲۱ برنامه‌ریزی شده‌است.
درهای جلو و دماغهٔ جلویی این خودرو با مدل اکس‌سی۴۰ مشترک است. این خودرو از دو موتور الکتریکی بهره‌مند است که نیروی خودر را از یک باتری یون‌لیتیم می‌گیرند. سی۴۰ قادر است با یک بار شارژ کامل باتری مسافت ۴۲۰ کیلومتر را طی کنید.
این خودرو نخستین مدل ساخت ولوو است که تودوزی چرمی برای فضای داخلی آن در دسترس نیست.

## طراحی، تولید و فروش
تولید ولوو سی۴۰، که در ۲ مارس ۲۰۲۱ رونمایی شده و نخستین خودروی تمام‌برقی ساختهٔ ولوو است، از پاییز ۲۰۲۱ در کارخانهٔ این شرکت در خنت واقع در کشور بلژیک، و در کنار مدل اکس‌سی۴۰ آغاز خواهد شد و نخستین نمونه‌های تولیدی آن در اوایل سال ۲۰۲۲ به خریداران تحویل داده می‌شوند. دماغهٔ جلو و درهای جلوی سی۴۰ با اکس‌سی۴۰ مشترک است.
فروش این خودرو تنها به‌صورت آنلاین انجام می‌شود و قیمت پایهٔ اعلام‌شده برای آن برابر با ۵۷٬۴۰۰ یورو است.

## مشخصات

### پیشرانه
مدل استاندارد سی۴۰ از دو موتور الکتریکی برخوردار است که هریک از آن‌ها بر روی یکی از محورهای خودرو نصب شده‌اند و برق مصرفی این موتورها نیز به‌واسطهٔ یک باتری یون‌لیتیم با ظرفیت ۷۸ کیلووات ساعت تأمین می‌شود. این باتری در مدت ۴۰ دقیقه از صفر تا ۸۰٪ شارژ می‌شود و با هر بار شارژ کامل قادر است انرژی کافی برای طی مسافت ۴۲۰ کیلومتر (۲۶۰ مایل) را برای این خودرو تأمین کند.

### عملکرد
مجموع توان تولیدی دو موتور الکتریکی ولوو سی۴۰ معادل ۴۰۲ اسب بخار (۳۰۰ کیلووات) بوده و قادر است در مدت ۴٫۹ ثانیه این خودرو را از حالت سکون به سرعت ۹۷ کیلومتر بر ساعت (۶۰ مایل بر ساعت) برساند.

### فضای داخلی و امکانات
سامانهٔ سرگرمی رسانه‌ای سی۴۰ متشکل از سیستم‌عامل اندروید بهره‌مند بوده و به‌روزرسانی‌های نرم‌افزاری را به‌طور مستقل از طریق اینترنت بی‌سیم دریافت می‌کند؛ در نتیجه نیازی به اتصال به تلفن همراه از طریق نرم‌افزار اندروید اوتو نیست.
سی۴۰ نخستین خودروی ساخت ولوو است که فضای داخلی آن کاملاً فاقد تودوزی چرمی است و امکان انتخاب تودوزی چرمی حتی به‌عنوان گزینهٔ اختیاری نیز وجود ندارد.